# Conor Dwyer
Conor Dwyer (Winnetka (Illinois), 10 januari 1989) is een Amerikaanse voormalig zwemmer die gespecialiseerd was in de middellange en lange afstanden. Hij vertegenwoordigde zijn vaderland op de Olympische Zomerspelen 2012 in Londen en op de Olympische Zomerspelen 2016 in Rio de Janeiro.

## Carrière
Conor Dwyer zwom tussen 2007 en 2009 voor de Universiteit van Iowa zonder daarbij echt grote uitschieters te laten optekenen. Voor het seizoen 2009/2010 stapte hij met de hulp van Janet Evans over naar de Universiteit van Florida, waar hij samen traint met o.a. Ryan Lochte. Hij werd meteen verkozen tot NCAA zwemmer van het jaar en won individuele titels op de NCAA universiteitskampioenschappen op de 200 en 500 yards vrije slag.
Hij zette zijn opmars voort en kwam in het seizoen 2010/2011 bij de Amerikaanse nationale ploeg en plaatste zich tijdens de Amerikaanse kampioenschappen zwemmen 2010 in Irvine voor de wereldkampioenschappen zwemmen 2011 in Shanghai als lid van de estafetteploeg op de 4×200 meter vrije slag. In Shanghai zwom hij samen met David Walters, Ricky Berens en Peter Vanderkaay in de series van die estafette, in de finale sleepten Berens en Vanderkaay samen met Michael Phelps en Ryan Lochte de wereldtitel in de wacht. Voor zijn aandeel in de series werd Dwyer beloond met de gouden medaille. Op de Pan-Amerikaanse Spelen 2011 in Guadalajara veroverde de Amerikaan de zilveren medaille op zowel de 200 als de 400 meter wisselslag. Op de 4×200 meter vrije slag legde hij samen met Scot Robison, Charlie Houchin en Matt Patton beslag op de gouden medaille. Samen met William Copeland, Christopher Brady en Eugene Godsoe zwom hij in de series van de 4×100 meter vrije slag, in de finale sleepten Copeland en Brady samen met Robert Savulich en Scot Robison de zilveren medaille in de wacht. Voor zijn aandeel in de series ontving hij de zilveren medaille.
Tijdens de Olympische Zomerspelen van 2012 in Londen zwom Dwyer naar de vijfde plaats op de 400 meter vrije slag. Samen met Michael Phelps, Ryan Lochte en Ricky Berens werd hij olympisch kampioen op de 4x200 meter vrije slag. In Istanboel nam de Amerikaan deel aan de wereldkampioenschappen kortebaanzwemmen 2012. Op dit toernooi veroverde hij de bronzen medaille op de 200 meter vrije slag, daarnaast eindigde hij als vijfde op de 200 meter wisselslag en als zesde op de 100 meter wisselslag. Op de 4x200 meter vrije slag legde hij samen met Ryan Lochte, Michael Klueh en Matt McLean beslag op de wereldtitel.
Op de wereldkampioenschappen zwemmen 2013 in Barcelona behaalde Dwyer de zilveren medaille op de 200 meter vrije slag, op de 200 meter wisselslag strandde hij in de halve finales. Op de 4×200 meter vrije slag legde hij samen met Ricky Berens, Charles Houchin en Ryan Lochte beslag op de wereldtitel op de 4×200 meter vrije slag. Samen met Jimmy Feigen, Anthony Ervin en Ricky Berens zwom hij in de series van de 4×100 meter vrije slag, in de finale sleepten Ervin en Feigen samen met Nathan Adrian en Ryan Lochte de zilveren medaille in de wacht. Voor zijn aandeel in de series ontving Dwyer eveneens de zilveren medaille.
Tijdens de Pan-Pacifische kampioenschappen zwemmen 2014 in Gold Coast eindigde de Amerikaan als vierde op de 200 meter vrije slag. Op de 4×200 meter vrije slag veroverde hij samen met Michael Phelps, Ryan Lochte en Matt McLean de gouden medaille. In Doha nam Dwyer deel aan de wereldkampioenschappen kortebaanzwemmen 2014. Op dit toernooi werd hij uitgeschakeld in de halve finales van de 100 meter vrije slag en in de series van de 200 meter vrije slag. Samen met Ryan Lochte, Matt McLean en Tyler Clary werd hij wereldkampioen op de 4×200 meter vrije slag.
Op de wereldkampioenschappen zwemmen 2015 in Kazan eindigde de Amerikaan als vijfde op de 200 meter wisselslag, op de 200 meter vrije slag strandde hij in de halve finales. Op de 4×200 meter vrije slag legde hij samen met Ryan Lochte, Reed Malone en Michael Weiss beslag op de zilveren medaille. Samen met Jimmy Feigen, Anthony Ervin en Matt Grevers werd hij uitgeschakeld in de series van de 4×100 meter vrije slag. Op de gemengde 4×100 meter vrije slag zwom hij samen met Ryan Lochte, Margo Geer en Abbey Weitzeil in de series, in de finale sleepte Lochte samen met Nathan Adrian, Simone Manuel en Missy Franklin de wereldtitel in de wacht. Voor zijn inspanningen in de series werd Dwyer beloond met de gouden medaille.
Tijdens de Olympische Zomerspelen van 2016 in Rio de Janeiro veroverde hij de bronzen medaille op de 200 meter vrije slag, daarnaast eindigde hij als vierde op de 400 meter vrije slag. Samen met Townley Haas, Ryan Lochte en Michael Phelps werd hij olympisch kampioen op de 4×200 meter vrije slag.

## Internationale toernooien
| Jaar | Olympische Spelen                                        | WK langebaan | WK kortebaan                                                                  | PanPacs | Pan-Amerikaanse Spelen                                                                                 |
| ---- | -------------------------------------------------------- | --- | ----------------------------------------------------------------------------- | --- | --- |
| 2011 |                                                          | 4x200m vrije slag · Dwyer zwom enkel de series                                                                                               |                                                                               | | 200m wisselslag · 400m wisselslag · 4x100m vrije slag · Dwyer zwom enkel de series · 4x200m vrije slag |
| 2012 | 5e 400m vrije slag · 4x200m vrije slag                   | | 200m vrije slag · 6e 100m wisselslag · 5e 200m wisselslag · 4x200m vrije slag | | |
| 2013 |                                                          | 200m vrije slag · 10e 200m wisselslag · 4x100m vrije slag · Dwyer zwom enkel de series · 4x200m vrije slag                                   |                                                                               | | |
| 2014 |                                                          | | 16e 100m vrije slag · 14e 200m vrije slag · 4×200m vrije slag                 | serie 100m vrije slag · 4e 200m vrije slag · serie 400m vrije slag · serie 200m wisselslag · 4×200m vrije slag | |
| 2015 |                                                          | 9e 200m vrije slag · 5e 200m wisselslag · 11e 4x100m vrije slag · 4x200m vrije slag · 4x100m vrije slag gemengd · Dwyer zwom enkel de series |                                                                               | | geen deelname                                                                                          |
| 2016 | 200m vrije slag · 4e 400m vrije slag · 4x200m vrije slag | | geen deelname                                                                 | | |
| 2017 |                                                          | 4x200m vrije slag · Dwyer zwom enkel in de series                                                                                            |                                                                               | | |
| 2018 |                                                          | | geen deelname                                                                 | 12e 200m vrije slag · 400m vrije slag                                                                          | |

## Persoonlijke records
Kortebaan
| Afstand         | Tijd    | Datum            | Plaats       |
| --------------- | ------- | ---------------- | ------------ |
| 100m vrije slag | 47,86   | 6 december 2014  | Doha         |
| 200m vrije slag | 1.41,30 | 11 augustus 2013 | Berlijn      |
| 400m vrije slag | 3.38,10 | 11 december 2015 | Indianapolis |
| 200m wisselslag | 1.53,03 | 11 augustus 2013 | Berlijn      |
| 400m wisselslag | 3.59,90 | 10 augustus 2013 | Berlijn      |

Langebaan
| Afstand         | Tijd    | Datum            | Plaats         |
| --------------- | ------- | ---------------- | -------------- |
| 100m vrije slag | 48,94   | 25 juni 2013     | Indianapolis   |
| 200m vrije slag | 1.45,23 | 8 augustus 2016  | Rio de Janeiro |
| 400m vrije slag | 3.43,42 | 6 augustus 2016  | Rio de Janeiro |
| 200m wisselslag | 1.57,41 | 10 augustus 2014 | Irvine         |
| 400m wisselslag | 4.15,39 | 1 juni 2013      | Santa Clara    |